# 原田種夫
原田 種夫（はらだ たねお、1901年（明治34年）2月16日 - 1989年（平成1年）8月15日）は日本の小説家、詩人。本名は種雄（たねお）。

## 略歴
- 1901年（明治34年）2月16日-福岡県福岡市春吉にて出生する。1921年（大正10年）に西南学院中学部を卒業し、法政大学予科英文科を中退する。
- 1928年（昭和3年）-山田牙城らと詩誌『瘋癲病院』発行する。以来、個人誌『銛』、詩誌『先発隊』、『九州詩壇』、『九州芸術』を次々に創刊する。
- 1938年（昭和13年）-火野葦平、劉寒吉らと第二期『九州文学』を発刊する（昭和58年休刊）。
- 1939年（昭和14年）-『風塵』で第10回芥川賞予選候補になる。
- 1940年（昭和15年）-『闘銭記』で第1回九州文学賞（小説部門）を受賞する。
- 1943年（昭和18年）-『家系』で第18回直木賞候補になる。
- 1953年（昭和28年）-『南蛮絵師』で第30回直木賞候補になる。
- 1954年（昭和29年）-『竹槍騒動異聞』で第32回直木賞候補になる。
- 1972年（昭和48年）-西日本文化賞を受賞する。
- 1976年（昭和51年）-福岡市文化賞を受賞する。
- 1989年（平成1年）8月15日-死去、88歳。

## 著書
- 『博多方言』（文林堂、1956）
- 『名作のふるさと』（読売新聞九州総局、1956）
- 『西日本文壇史』（文画堂、1958）
- 『南国のエロス』（新潮社、1958）
- 『実説・火野葦平―九州文学とその周辺』（大樹書房、1961）
- 『九州の旅』（社会思想研究会出版部、1961）
- 『人形と共に六十五年―小島与一伝』（人形と共に六十五年刊行委員会、1962）
- 『一ツ瀬ダムとその周辺』（ジャパン・コンサルタント・ルーム、1963）
- 『エロスの教養―南国風俗誌』（弘文堂、1966）
- 『二宮佐天荘主人四島一二三伝』（福岡相互銀行、1966）
- 『原田種夫全詩集』（原田種夫全詩集刊行会、1967）
- 『臼杵石仏とその周辺』（西日本観光出版社、1967）
- 『九州の民話』（積文館書店、1969）
- 『さすらいの歌』（新潮社、1972　日本図書センター、1990）（江口章子の生涯）
- 『記録九州文学〈創作篇〉「九州文学」小史』（梓書院、1974）
- 『黎明期の人びと―西日本文壇前史』（西日本新聞社、1974）
- 『筑紫路』（保育社、1978）
- 『あすの日はあすの悦び』（財界九州社、1981）
- 『べにうし―玩具の本』（村田書店、1981）
- 『黒田騒動 上下』（ニュートンプレス、1982）
- 『九州方言考―ことばの系譜』（読売新聞社、1982）
- 『ペンの悦び』（西日本新聞社、1983）
- 『原田種夫全集5巻』（国書刊行会、1983）
- 『乱世梟商記』（叢文社、1986）
- 『九州文壇日記』志村有弘編集（叢文社、1991）

### 共著
- 『筑前のわらべ遊び』郡憲輔共著（梓書院、1973）

### 編集
- 『加藤介春全詩集』山田牙城共編（学灯社、1969）
- 福岡文化連盟『画文集博多―明治・大正から昭和へ』伊藤研之共編（創言社、1972）
- 『緒方隆士小説集』（梓書院、1974）
- 筑紫豊『博多ダイジェスト―福岡の昨日今日明日』富田晃弘共編、三宅酒壺洞 （福岡市観光協会、1975）

## 碑
福岡市博多区中洲（西大橋たもと）に文学碑が建立されている。